# Jump!
Jump! The Phillipe Halsman Story (Alternativtitel: Jump – Sprung in die Ewigkeit) ist ein 2006 unter der Regie von Joshua Sinclair, von dem auch das Drehbuch stammt, gedrehter Film. Der Film basiert auf dem Leben von Philippe Halsman.

## Handlung
Philippe Halsman steht im Mittelpunkt dieses Gerichtsdramas. Sein Vater, ein jüdischer Zahnarzt, starb unter ungeklärten Umständen 1928 bei einer Bergwanderung in Innsbruck. Dem damals 22-Jährigen wurde trotz seiner Unschuldsbeteuerungen der Prozess gemacht, der in ganz Europa Aufsehen erregte. Als er aus dem Kerker freigelassen wurde, ging er nach Paris und dann nach New York, wo er als Starfotograf in der Zeitung „Time-Magazins“ arbeitete.

## Hintergrund
Die Dreharbeiten fanden im Raum Oberösterreich statt und wurden am 1. Juli 2006 abgeschlossen. Für einige Szenen doubelte die Landeshauptstadt Linz, vor allem Szenen in der Linzer Altstadt, Innsbruck. Für längere Zeit war die gesamte Filmcrew in Kremsmünster. Dort wurden im Kaisersaal des  Benediktinerstifts die Gerichtszenen eingespielt und im Keller des Theaters am Tötenhengst die Kerkerszenen gedreht.

## Kritiken
„In zwei Stunden „Jump“ gerät die Auseinandersetzung mit der Judenverfolgung aber reichlich oberflächlich, die Schauspieler werden unter ihrem Wert verkauft. Über Längen in der Inszenierung trösten die vom Linzer Bruckner Orchester eingespielte Filmmusik und die Naturaufnahmen hinweg.“

„Packender Stoff, aber bieder inszeniert. Nichts gegen Hollywood-Star Patrick Swayze (55), aber als Anwalt wirkt der einstige Dirty Dancer ziemlich deplatziert.“